# Złotorost pyszny

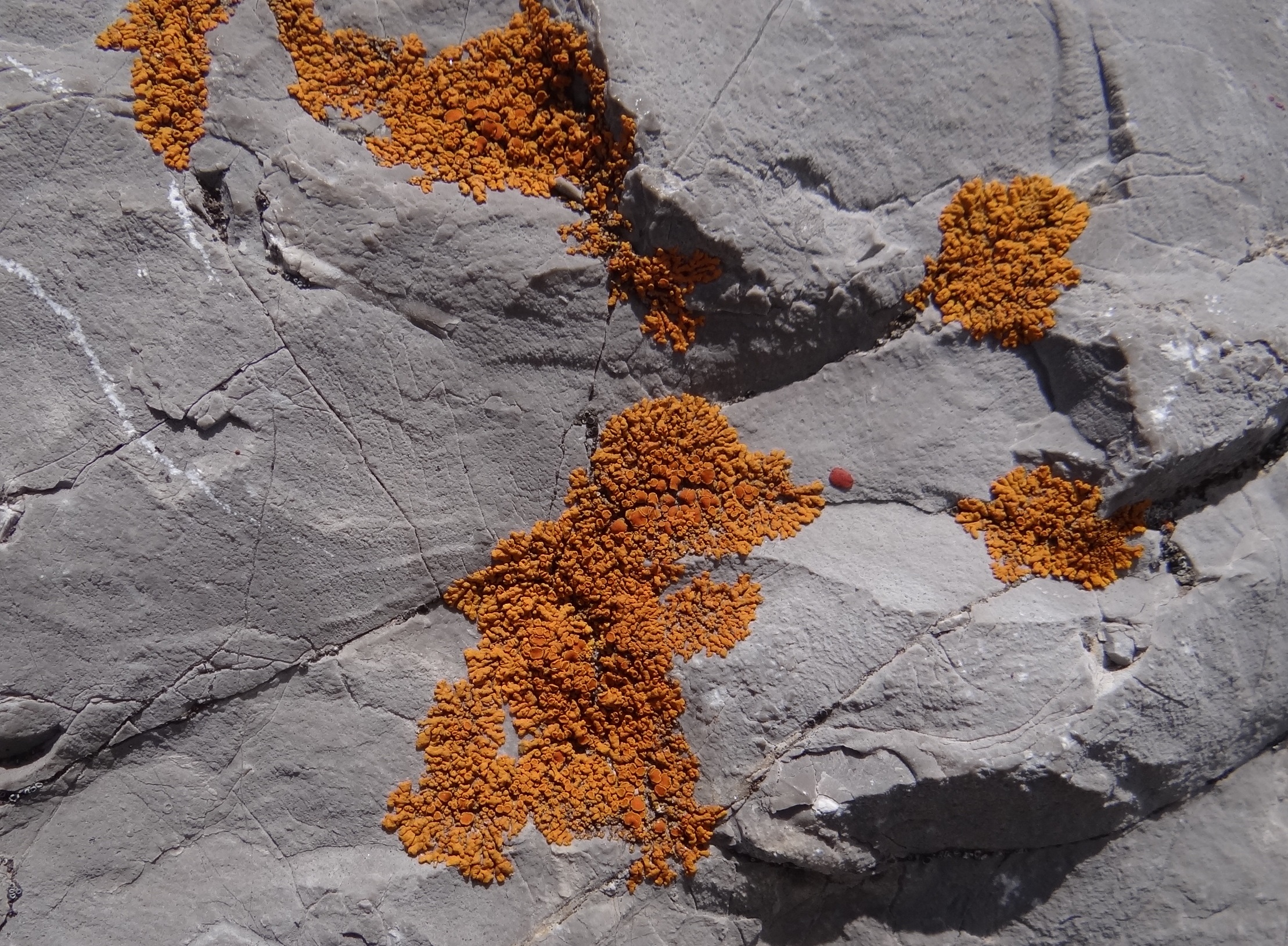
Kilka plech

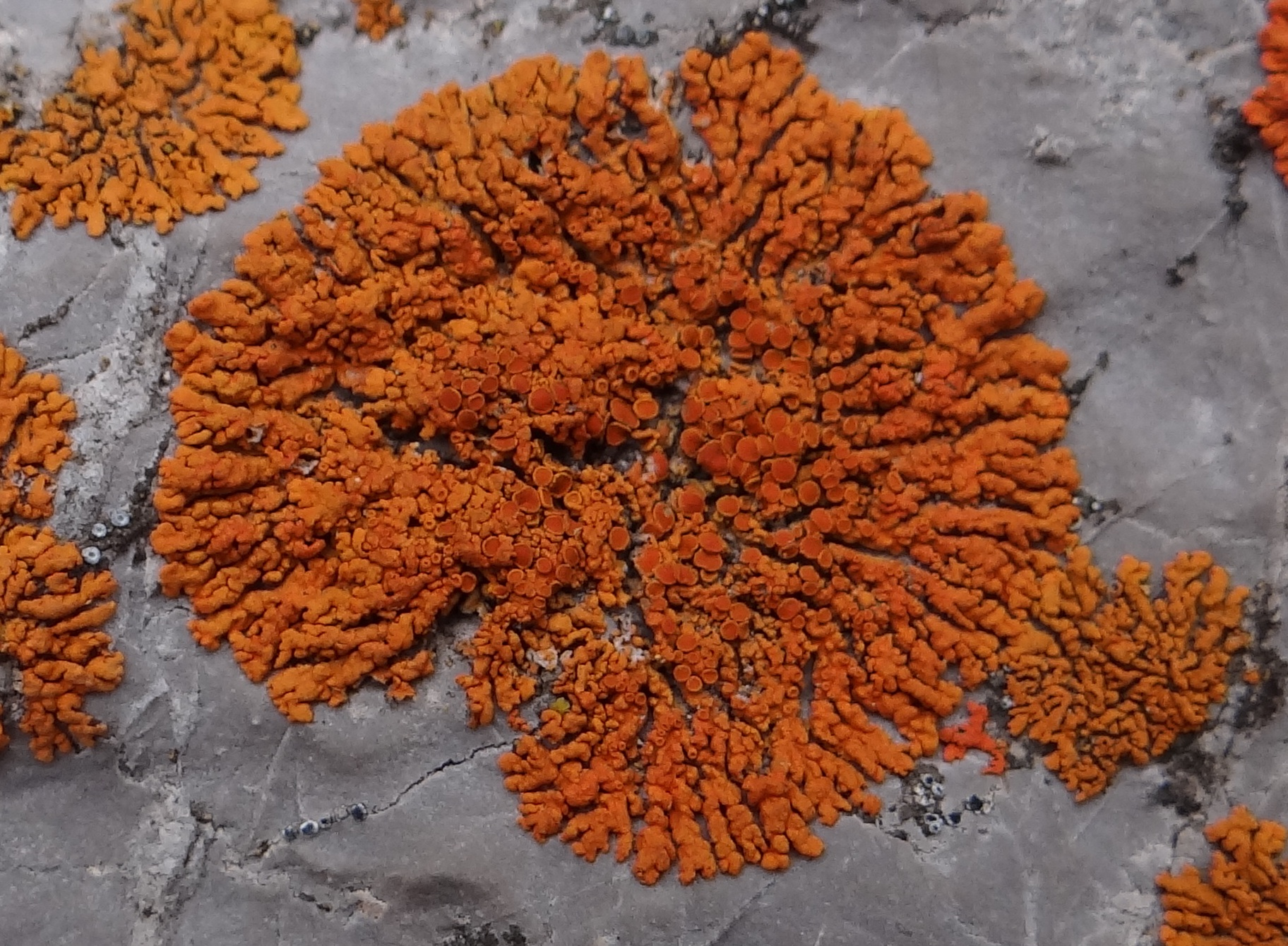

Złotorost pyszny (Xanthoria elegans (L.) Th. Fr.) – gatunek grzybów z rodziny złotorostowatych (Teloschistaceae). Ze względu na symbiozę z glonami jest zaliczany do porostów.

## Systematyka i nazewnictwo
Pozycja w klasyfikacji według Index Fungorum: Xanthoria, Teloschistaceae, Teloschistales, Lecanoromycetidae, Lecanoromycetes, Pezizomycotina, Ascomycota, Fungi.
Po raz pierwszy opisał go w 1791 przez Heinrich Friedrich Link jako Lichen elegans. Przez różnych mykologów zaliczany był do różnych rodzajów. Do rodzaju Xanthoria został przeniesiony w 1860 r.
Niektóre synonimy nazwy naukowej:

- Callopisma elegans (Link) Trevis. 1852
- Caloplaca dissidens (Nyl.) Mérat 1920
- Caloplaca elegans (Link) Th. Fr. 1871
- Gasparrinia elegans (Link) Stein1879
- Lecanora dissidens (Nyl.) Cromb.1894
- Lecanora elegans (Link) Ach.1810
- Lichen elegans Link 1791
- Parmelia elegans (Link) Ach. 1803
- Physcia dissidens (Nyl.) Arnold 1881
- Physcia elegans (Link) De Not. 1847
- Placodium dissidens Nyl. 1875
- Placodium elegans (Link) DC. 1805
- Rusavskia elegans (Link) S.Y. Kondr. & Kärnefelt 2003
- Squamaria elegans (Link) Fée 1829
- Teloschistes elegans (Link) Norman 1853

Nazwa polska według Krytycznej listy porostów i grzybów naporostowych Polski.

## Morfologia
Tworzy listkowatą, rozetkowatą lub nieregularną plechę z glonami protokokkoidalnymi. Plecha osiąga średnicę do 6 cm, rzadko więcej. Często sąsiednie plechy szczelnie zlewają się ze sobą tworząc większe kolonie. Plecha jest głęboko wcinana, jej odcinki są grzbietobrzusznie wypukłe, mają szerokość 0,4–1,3 mm, a ich zakończenia 0,3–0,7 mm. Odcinki są wąskie w stosunku do swojej długości, mniej lub więcej podzielone, zazwyczaj pogięte, pofalowane, w niektórych miejscach zgrubiałe, czasami mają boczne odgałęzienia. Stykają się brzegami lub zachodzą na siebie. Plecha jest dość gruba i ściśle przylega do podłoża, wznoszą się tylko jej brzegi. Powierzchnia górna ma barwę od żółtej przez pomarańczową do czerwonej, czasami jest lekko oprószona. Rdzeń plechy jest biały, gąbczasty, z krótkimi strzępkami. Dolna powierzchnia plechy jest nieco pomarszczona, biaława. Chwytników brak, lub występują bardzo rzadko. Reakcje barwne: plecha K+ purpurowa, C–, KC–, P–.
Na plesze zawsze występują apotecja lekanorowe, zazwyczaj licznie. Mają średnicę 0,3–1 mm, tarczki o barwie takiej, jak plecha, lub ciemniejszej. Ich brzeżek plechowy jest cienki, gładki lub karbowany. Brązowe epitecjum ma grubość 10–60 μm. Hypotecjum jest bezbarwne lub jasnobrązowe i ma grubość 20–80 μm. W hymenium występują cylindryczne, proste lub rozgałęzione wstawki (parafizy). Zarodników powstaje po 8 w każdym worku, są dwukomórkowe, elipsoidalne o rozmiarze 11–18 × 5,5–6,5 μm z przegrodą o grubości 1–5 μm. W plesze zanurzone są pojedyncze lub w grupach pyknidia, zazwyczaj nieco ciemniejsze od górnej powierzchni plechy. Powstają w nich liczne konidiospory o rozmiarach 2,3–3,5 × 1–1,5 μm.

## Występowanie i siedlisko
Spotykany na wszystkich kontynentach (włącznie z Antarktydą), w Arktyce i na wielu wyspach. W Polsce jest pospolity w górach i na wyżynach, na niżu występuje jedynie sporadycznie. Rośnie na różnego rodzaju skałach, zarówno krzemianowych, jak i wapiennych oraz na betonie. Dużo rzadziej występuje na drewnie, słomianych dachach i obumarłych mszakach.
Jest przystosowany do życia w trudnych warunkach; w wysokich górach i w Arktyce. Doskonale znosi długotrwały brak wody, może rozwijać się nawet tam, gdzie średnia ilość opadów nie przekracza 6 cm rocznie. Z drugiej strony może rosnąć także na kamieniach, które przez większą część sezonu wegetacyjnego są zanurzone w wodzie, oraz na stale zbryzgiwanych słoną wodą morską podłożach (zarówno naturalnych, jak i sztucznych).

## Znaczenie
Złotorost jest modelowym organizmem przy badaniach zdolności przetrwania organizmów żywych w warunkach ekstremalnych. W maju 2005 umieszczono na orbicie wokółziemskiej otwartą kapsułę zawierającą złotorost pyszny i wzorzec geograficzny (Rhizocarpon geographicum). Po 15 dniach przebywania w warunkach niskiej temperatury, próżni i promieniowania, na Ziemi wznowiły czynności życiowe, a w ich DNA nie stwierdzono uszkodzeń. Parametry fotosyntezy, określane jako wymiana gazowa oraz fluorescencja chlorofilu, zmierzone w 24 godziny od powrotu na Ziemię, nie odbiegały od wartości zmierzonych przed lotem.
Wyciąg z X. elegans wykazuje znaczną zdolność do zwiększenia aktywności reduktazy chinonowej, enzymu rozkładającego niektóre substancje o działaniu rakotwórczym.